# Polis Akademisi ve Koleji
Polis Akademisi ve Koleji war eine türkische Eishockeymannschaft aus Ankara, die 1996 gegründet wurde und in der türkischen Superliga spielte.

## Geschichte
Polis Akademisi ve Koleji wurde 1996 als Mannschaft der türkischen Polizei-Akademie gegründet und ist mit sechs Meistertiteln nach Rekordmeister Büyükşehir Belediyesi Ankara Spor Kulübü (sieben Meistertitel) die Mannschaft mit den zweitmeisten gewonnenen Meisterschaften im türkischen Eishockey. Im Jahr 2001 (fünf Jahre nach Clubgründung) gewann die Mannschaft erstmals die Meisterschaft. In den Jahren 2004 bis 2006 wurde drei Mal in Folge die Meisterschaft errungen. Zuletzt gewann das Team 2009 die Meisterschaft.
2010 beendete die Polizei-Akademie die Zusammenarbeit mit der Mannschaft und diese stellte den Spielbetrieb ein.

## Erfolge
- Türkischer Meister (6×): 2001, 2004, 2005, 2006, 2008, 2009

## Stadion
Die Heimspiele von Polis Akademisi ve Koleji wurden in der G.S.İ.M. Buz Pateni Sarayı in Ankara ausgetragen, die 1.150 Zuschauern Platz bietet.